# Kriegsmuseum Rovereto
Das Italienische Historische Kriegsmuseum (italienisch Museo Storico Italiano della Guerra – MITAG) liegt in der norditalienischen Stadt Rovereto in der Provinz Trient und wurde 1921 in der Burg von Rovereto offiziell eröffnet. Es ist eines der bedeutendsten Kriegsmuseen in Italien, welches sich insbesondere mit dem Ersten Weltkrieg  an der italienischen Front beschäftigt. Man geht aber auch auf andere Epochen und kriegerischen Ereignisse ein.

## Museumsgeschichte

### Gründungsphase
Bereits 1906 gab es erste Anregungen aus italienfreundlichen Kreisen in der Bevölkerung Roveretos, in der venezianischen Burg der Stadt, damals noch Teil Österreich-Ungarns, ein patriotisches Museum einzurichten. Diese Idee wurde nach Ende des Ersten Weltkrieges mit dem Anschluss an das Königreich Italien wieder aufgegriffen, und 1920 bildeten einige Bürger der Stadt ein Komitee mit dem Ziel, ein Kriegsmuseum in der Burg zu eröffnen.

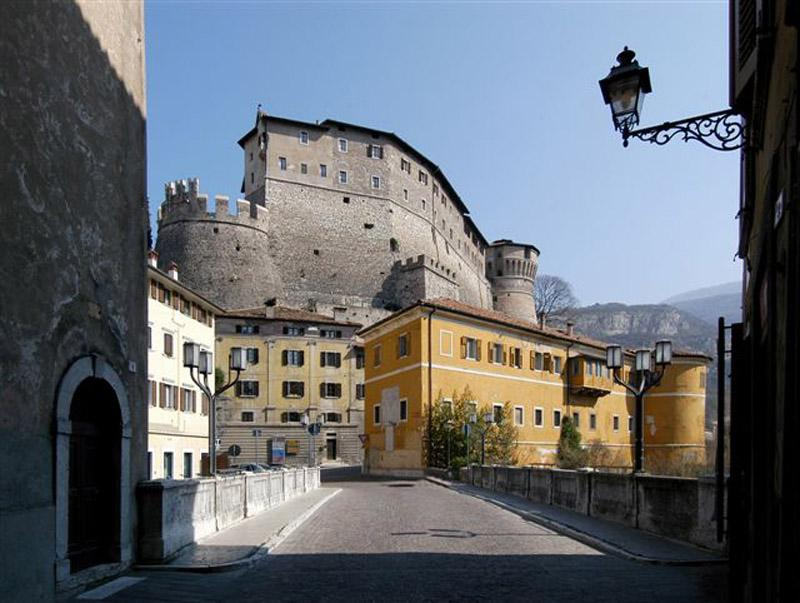
Der Sitz des Museums, die Burg von Rovereto

Beim Aufbau der Sammlungen griff man auch auf das zahlreiche Kriegsmaterial zurück, das unmittelbar nach Ende des Krieges auf den ehemaligen Schlachtfeldern im Umland aufzufinden war. Ein erster Ausstellungssaal wurde 1920 noch außerhalb der im Krieg ziemlich in Mitleidenschaft gezogenen Burg eröffnet. Im Frühjahr 1921 konnten dann die ersten vier restaurierten Säle in der Burg bezogen werden.
Die feierliche Eröffnung fand schließlich unter Anwesenheit des italienischen Königs Viktor Emanuel III. am 12. Oktober  1921. Bei der Einweihung standen bereits zwölf Ausstellungssäle zur Verfügung.
Im Mittelpunkt der musealen Aufgaben standen zur Gründungszeit die Erinnerung an den gerade beendeten Krieg und der Anschluss des Trentino an das Vaterland Italien. Diese lokale irredentistische Auslegung erwies sich aber bald in mehrfacher Weise als Hindernis.

### Die Zwischenkriegszeit
Um der Einrichtung einen internationalen Hauch zu verleihen, wurden nach 1921 mehrere Säle eröffnet, die einzelnen Kriegsnationen, wie der Tschechoslowakei, Frankreich, Belgien, Großbritannien und Rumänien gewidmet waren. Das Museum vergrößerte sich in den 1920er Jahren rasant. 1923 gab es bereits 23 Säle, die auf 30 am Ende der 1920er Jahre angewachsen waren, die sich auf drei Ausstellungsbereiche konzentrierten: die Kriegsnationen, die einzelnen Waffengattungen und die aus dem Trentino stammenden Irredentisten, die als Kriegsfreiwillige der italienischen Armee gegen Österreich-Ungarn kämpften.
Zum Anziehungsmagneten wurde die 1925 auf dem Burgturm Malipiero aufgestellte Gefallenenglocke, die zu einem merklichen Anstieg in den Besucherzahlen führte. Die vom Mitbegründer des Museums Don Antonio Rossaro initiierte Glocke, mit der man an die Gefallenen aller Nationen gedachte, stand bald im Kontrast mit den im Museum ausgestellten Exponaten, die die Verlierer- und Siegerrolle der ehemaligen Kriegsparteien unterstrichen, was insbesondere von ausländischen Besuchern und Institutionen kritisiert wurde. Auch die politische Annäherung des faschistischen Italiens erst an das austro-faschistische Österreich und dann an das nazistische Deutschland übten ihren Einfluss aus. So forderte das italienische Kriegsministerium die Museumsleitung mehrmals auf, antiösterreichisches und antideutsches Material zu entfernen, da diese Exponate sich negativ auf das Empfinden von Besuchern aus diesen Ländern auswirken würde.
Im besonderen Augenmerk der Kritiker lagen zwei aus Südtirol als Kriegsbeute im Museum eingelagerte Werke, der Eisenmann aus Bruneck und die Statue der Tiroler Freiheitskämpferin Katharina Lanz. Die Museumsleitung machte sich dabei, vielleicht ohne sich dessen bewusst zu sein, zum Werkzeug der in Südtirol unter der Führung von Ettore Tolomei betriebenen nationalistischen Politik, als es diese Stücke ohne zu zögern aufnahm. Der Streit mit den Tirolern Nachbarn weitete sich 1936 noch aus, als auch der Laurin-Brunnen auf Betreiben Tolomeis in der Burg untergebracht wurde.
Der irredentistische Gründungsgedanke wurde aber auch durch die Museumsleitung selbst mehr und mehr in Frage gestellt. Dazu trugen insbesondere neue Ausstellungsäle bei, die sich mit den italienischen Kolonialkriegen befassten, ganz im Sinne des von der Regierung angestrebten faschistischen Imperiums.
Mit dem italienischen Kriegseintritt im Juni 1940 kamen die Museumsaktivitäten zum Großteil zum Erliegen. 1941 mussten schließlich die als antideutsch eingestuften Exponate auf Betreiben des Kriegsministeriums entfernt werden. Auch der tschechoslowakische Saal fiel der geänderten geopolitischen Lage zum Opfer und wurde geschlossen.  Damit ging auch der irredentistische Gründungsgedanke endgültig verloren.

### Die Nachkriegszeit
Das Museum und die Burg überstanden den Zweiten Weltkrieg relativ unbeschadet und 1946 konnte das Museum wieder seine Pforten für die Besucher öffnen. Mit der Neueröffnung fand auch eine Neuausrichtung statt. War bereits kurz vor dem Krieg halbherzig versucht worden, mehr die technischen und waffentechnischen Aspekte in den Vordergrund zu rücken und sich in ein Militärmuseum zu verwandeln, wurde dies in der Nachkriegszeit zum angestrebten musealen Ziel.
Eine Zäsur in der Museumsgeschichte stellte das Jahr 1961 dar, denn in diesem Jahr trennten sich die Wege des Kriegsmuseums von denen der Gefallenenglocke Maria Dolens, die sich als Anziehungspunkt positiv auf die Besucherzahlen des Museum ausgewirkt hatte. Die Glocke unterstand immer einer eigenen vom Museum unabhängigen Leitung, auch wen deren Leiter Don Antonio Rossaro ebenfalls zu den Gründungsmitgliedern des Kriegsmuseums zählte. Mit dem Tod Don Rossaros 1952 wurden von der neuen Leitung Pläne ausgearbeitet, die Glocke an einem neuen monumentalen Standort aufzustellen, auf die man 1960 zurückgriff, als die Glocke nach einem wiederholten Riss eingeschmolzen werden musste. Im Mai 1961 wurde die Glocke abmontiert und in die Gießerei transportiert. Sie sollte nicht mehr an ihren bisherigen Standort zurückkehren, auch wenn die Diskussion um einen neuen Standort lange Zeit andauerte und in einem Rechtsstreit endete der durch alle Instanzen ging und erste Jahrzehnte danach beendet war.
Für das Museum war der „Verlust“ der Glocke mit einem deutlichen Besucherschwund verbunden. Dies unterstrich die Wichtigkeit, den bereits eingeschlagenen Weg einer Neuausrichtung des Museums zu einem Geschichts- und Technikmuseum zu beschleunigen.

### Das Museum heute
Im Jahre 2001 begann eine umfangreiche, in mehreren Abschnitten durchgeführte Restaurierung der Burg und eine damit verbundene Renovierung des Museums. Dabei wurden nicht nur die Ausstellungsflächen modernisiert und nach neuen musealen Kriterien umgestaltet, sondern auch die Burg selbst umfangreich saniert. Komplett neu gestaltet wurde auch der Verwaltungs- und Eingangsbereich des Museums, der aus der Burg ausgelagert und in einem angrenzenden Gebäude untergebracht wurde. Neu hinzu kam im Jahr 2002 die Artilleriesektion, die in einem im Zweiten Weltkrieg unter der Burg in den Burgberg getriebenen Luftschutzstollen eingerichtet wurde. Im dritten 2014 abgeschlossenen Renovierungsabschnitt wurden die beiden Wehrtürme Marino und Malipiero restauriert und dort neue Ausstellungsflächen untergebracht. Die vierte, 2014 begonnene Phase, betraf den südlichen Flügel der Burg und wurde im Herbst 2017 abgeschlossen. Die dabei 13 renovierten Ausstellungssäle konnten im März 2018 dem Museum für die Ausgestaltung übergeben werden. Dem vierten Baulos folgte ein fünfter und letzter Bauabschnitt, der das dritte Stockwerk betraf. 2020 konnten die ersten beide Säle des fünften Bauabschnitt eröffnet werden. Zum hundertsten Gründungsjubiläum im Oktober 2021 konnten zwei weitere Säle für die Besucher freigegeben werden. 2023 war der Themenbereich Erster Weltkrieg mit der Eröffnung der letzten zwei Säle abgeschlossen.  Das Museum blieb während der verschiedenen Restaurierungsabschnitte stets geöffnet.
Seit 2009 steht das Italienische Historische Kriegsmuseum dem Projekt Rete Trentino Grande Guerra vor. Letzteres ist ein Zusammenschluss von etwa 20 musealen Einrichtungen, Institutionen und Vereinen in der Provinz Trient, die sich mit dem Ersten Weltkrieg im Trentino befassen. Hauptaufgabe dieses Netzwerkes ist es, Synergien zu nutzen und gemeinsam die verschiedenen in der ganzen Provinz verstreuten Einrichtungen der Öffentlichkeit gegenüber vorzustellen. Dem Kriegsmuseum in Rovereto kommt dabei die Koordination des Projektes zu.

## Dauerausstellung
Die Dauerausstellung ist insgesamt in neun Ausstellungssälen untergebracht. Sieben davon befassen sich mit dem Ersten Weltkrieg und der Zeit kurz davor, die anderen zwei gehen auf einen Zeitraum ein, der sich von der Ur- und Frühgeschichte bis in die Renaissance erstreckt, dabei wird auch die Burg in das museale Konzept miteinbezogen und auf architektonische Besonderheiten des Festungsbaus eingegangen. In der Folge werden die einzelnen Säle in der Reihenfolge des vorgeschlagenen Besichtigungsrundganges kurz vorgestellt.

### Das 19. Jahrhundert
Im ersten Ausstellungssaal wird auf die rasanten Veränderungen in der Kriegsführung und in der Waffentechnik im 19. Jahrhundert eingegangen, und somit die Entwicklung in diesen Bereichen bis kurz vor Ausbruch des Ersten Weltkrieges illustriert. Dargestellt werden diese Veränderungen anhand von Uniformen und Waffen, die einen Zeitraum abdecken, der von den napoleonischen Kriegen über die Italienischen Unabhängigkeitskriege bis hin zu Garibaldis Rothemden und dem Amerikanischen Bürgerkrieg reicht.

### Das Risorgimento im Salon
In diesem Saal wird versucht die Epoche des Risorgimento anhand von Keramiken, Bildern und anderen Gegenständen darzustellen. Die ausgestellten Stücken zeigen militärische Episoden, aber auch Persönlichkeiten aus dem öffentlichen Leben dieser Zeit, wie Giuseppe Mazzini und Camillo Benso von Cavour sowie aus den italienischen und den europäischen Königshäusern wie Viktor Emanuel II., Franz Joseph I. und Napoleon III. Die Exponate sind auch Zeitzeugnisse der nationalen, politischen Gefühle der italienischen Gesellschaft des 19. Jahrhunderts.

La Domenica del Corriere mit dem Attentat von Sarajevo, illustriert von Achille Beltrame

### Der Erste Weltkrieg
Der dritte Ausstellungssaal führt in die Thematik des Ersten Weltkrieges ein. Es wird gezeigt, wie es zu der in Italien gängigen Namensgebung der „Große Krieg“ kam und welche Rolle die industrielle Massenproduktion, die Mobilisierung von Millionen von Männern und Frauen, die Entwicklung in der Luftfahrt und in den Kommunikationstechniken spielte. Eingegangen wird dabei auf die Aspekte, die den Ersten Weltkrieg kennzeichnen, wie der Grabenkrieg und der damit verbundenen Kriegstechniken, Waffen und Ausrüstungsgegenstände. Unter den Ausstellungsstücken ist insbesondere auf den restaurierten Doppeldecker Nieuport 10 hinzuweisen, der einer der wenigen erhalten gebliebenen Flugzeuge ist, mit dem im Ersten Weltkrieg noch Einsätze geflogen worden sind.

### Das Füllwerk
Das Füllwerk ist ein besonderes Element der Festungsarchitektur, das zwischen dem Ende des 14. und Beginn des 15. Jahrhunderts als architektonische Antwort auf die Belagerungsartillerie hier seine Anwendung fand. Es handelt sich dabei um einen von den Venezianern mit Erde, Steinen und zum Teil mit Bauschutt aufgefüllten Hohlraum zwischen der Außen- und Innenmauer der Burg, der die Aufgabe hatte den Einschlag der Artilleriegeschosse abzudämpfen. Entlang eines Laufsteges wird mittels einiger Installationen und Videodarstellungen insbesondere die Entwicklung in der Kampfweise vom Gevierthaufen bis zur Lineartaktik zwischen dem 15. und 17. Jahrhundert dargestellt. Eingegangen wird in diesem Bereich aber auch auf die baulichen Veränderungen an der Burg.

### Der Turm Marino
In diesem Ende des 15. Jahrhunderts errichteten Wehrturm sind zwei neu gestaltete Ausstellungssäle untergebracht, in denen insbesondere Hieb- und Stichwaffen aus dem 16. und 18. Jahrhundert zu sehen sind. Gezeigt werden aber auch die ersten in dieser Zeit in Gebrauch kommenden Schusswaffen. Mit Hilfe von einigen multimedialen Bildschirmen wird unter anderem auch die Entwicklung der ersten Feuerwaffen dargestellt.

### Der Turm Malipiero
Dieser im nordwestlichen Eckpunkt der Burg gelegene Wehrturm wurde nach mehrjähriger Restaurierung 2014 wieder für das Publikum zugänglich gemacht. Er ist nach dem venezianischen Podestà der Stadt benannt, der ihn 1489 errichten ließ. Von 1925 bis 1961 stand auf dem damals nicht überdachten Turm die Gefallenenglocke. Ausgestellt sind hier Waffen von der Steinzeit bis zum Frühmittelalter, die überwiegend aus der näheren Umgebung von Rovereto stammen. Der Turm wird auch als Ausstellungsfläche für regelmäßig wechselnde Fotoausstellungen genutzt.

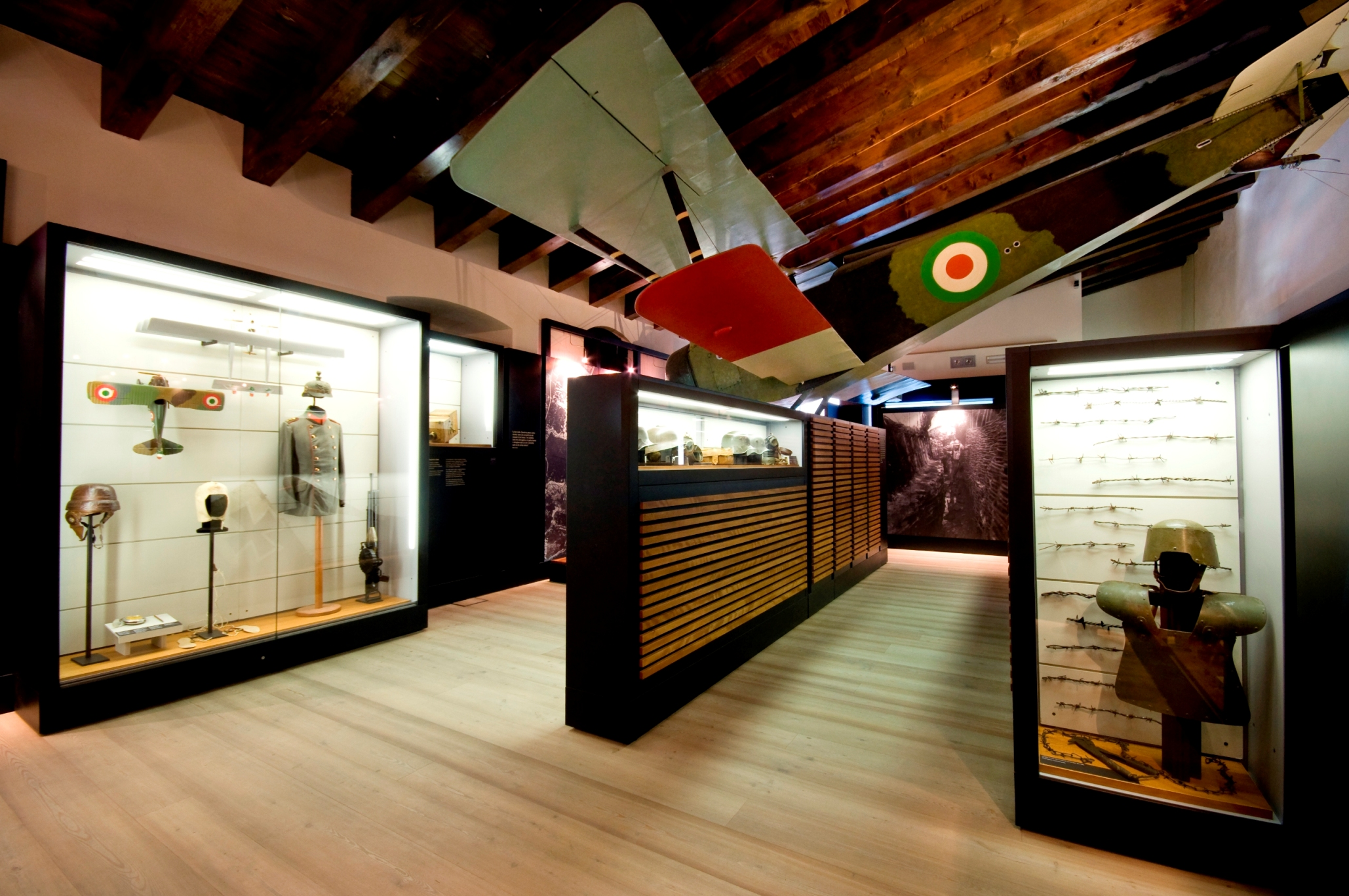
Ausstellungssaal der Große Krieg

### Das Jahr 1918
Dieser Saal geht speziell auf das letzte Kriegsjahr des Ersten Weltkrieges ein. Das Jahr 1918 stellte nach der verheerenden italienischen Niederlage in der zwölften Isonzoschlacht einen Einschnitt für die italienische Heeresleitung dar und machte eine Neuorganisation der italienischen Streitkräfte nötig. Gleichzeitig wurde alles in Bewegung gesetzt, um diese Niederlage vergessen zu machen und die Kriegswirtschaft sowie die Propaganda mobilisiert. Neben Archivdokumenten sind in diesem Saal Uniformen sowie eine Reihe von Maschinengewehren ausgestellt.

### Schützengräben und Kriegsgefangenenlager
Dieser Saal befasst sich mit den italienischen Kriegsgefangenen und der Kriegsgefangenschaft. Ausgestellt sind eine Reihe von Zeichnungen des Malers Pietro Morando, die dieser in österreichisch-ungarischer Kriegsgefangenschaft angefertigt hat. Von der Brutalität in den Schützengräben zeugen die anderen hier ausgestellten Exponate wie Gasmasken, Totschläger, Schlagringe, Grabendolche sowie andere Gegenstände, die im Grabenkrieg zum Einsatz kamen.

### Propaganda und Sanitätsdienst
Der italienischen und österreichisch-ungarischen Propaganda, die sowohl für militärische als auch für zivile Zwecke eingesetzt wurde, ist ein eigener Bereich gewidmet. Eine große Auswahl von Flugblättern, Zeitungen und Postkarten dokumentieren den Aufwand, mit dem versucht wurde die Kampfmoral der eigenen Truppen zu heben und die des Gegners zu schwächen. Gleichzeitig wurde mit der Propaganda aber auch versucht, die pazifistischen Bestrebungen in der Bevölkerung zum Schweigen zu bringen und die Bevölkerung durch die Unterzeichnung von Kriegsanleihen an den Kriegskosten zu beteiligen. Die andere Saalhälfte beschäftigt sich mit dem Sanitätsdienst, der sich im Ersten Weltkrieg mit ganz neuen Aufgaben konfrontiert sah. Unter anderem ist ein Feldröntgengerät der italienischen Armee zu sehen, ebenso wie eine Auswahl von chirurgischen Instrumenten und Prothesen.

### Der Glockensaal
Im sogenannten Glockensaal geht man auf den Ersten Weltkrieg an der italienisch-österreichischen Front ein. Man möchte den Besuchern einen Überblick über die wichtigsten Ereignisse an dieser Front geben, in der Zeit in der wegen Restaurierungsarbeiten ein Teil des Museums nicht zugänglich ist. Eingegangen wird auch auf die Erinnerungskultur der Nachkriegszeit, die sich unter anderem mit der Errichtung von Gedenkstätten, Beinhäusern und Monumenten zu Ehren der Irredentisten äußerte. Zu sehen sind aber auch Gegenstände, wie eine Trompete und Teile einer Parlamentärflagge, mit denen die österreichisch-ungarischen Emissäre Ende Oktober 1918 die Aufnahme von Waffenstillstandsverhandlungen ankündigten. Ausgestellt ist hier auch die Gussform der ersten Gefallenglocke Maria Dolens.

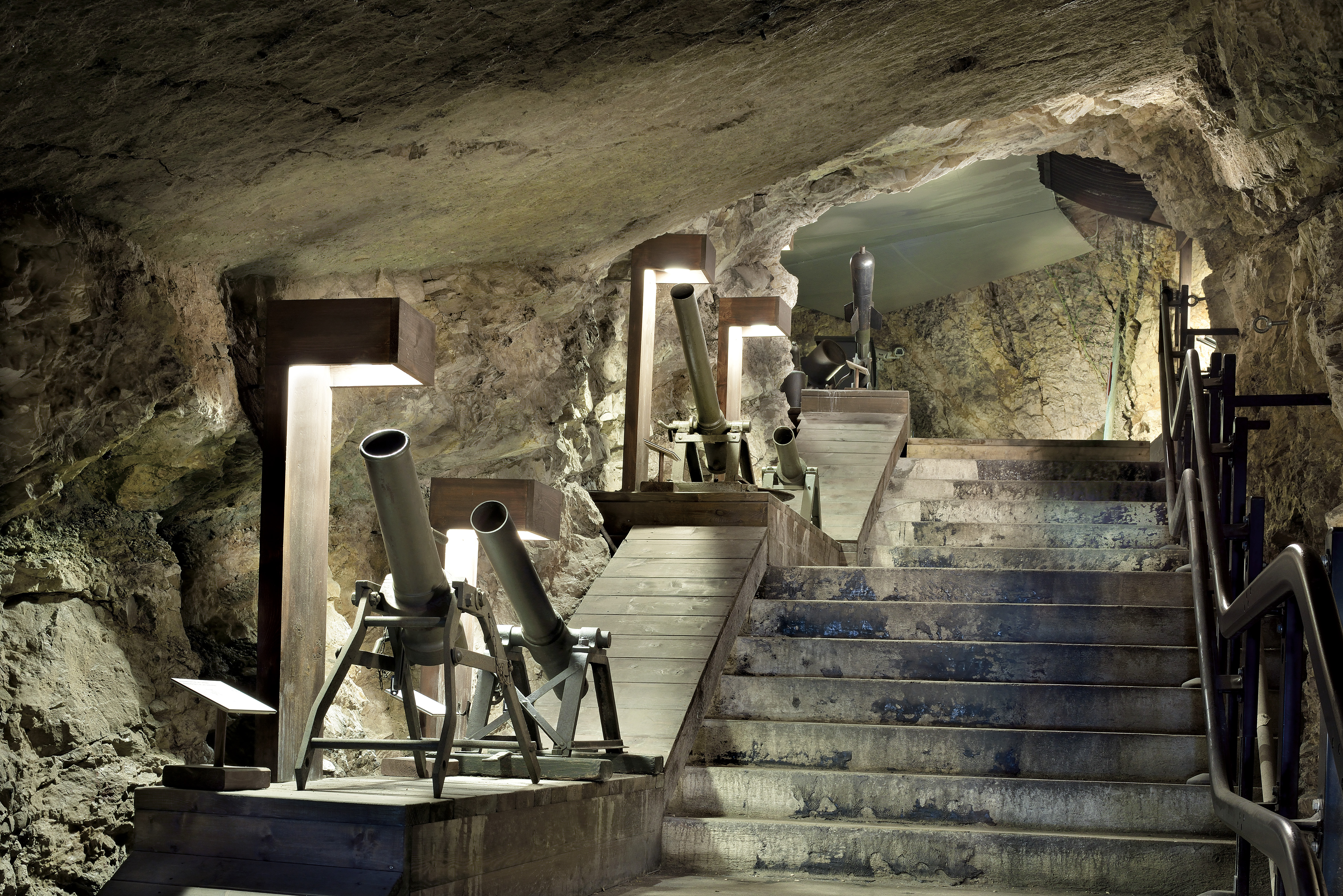
Artilleriesektion

### Die Artilleriesektion
Diese Sektion des Museums befindet sich außerhalb des eigentlichen Museumsgebäudes in einem ehemaligen Luftschutzstollen, der unterhalb der Burg im Zweiten Weltkrieg in den Fels gesprengt wurde und ist nur von Mai bis Ende Oktober geöffnet. Ausgestellt sind dutzende von italienischen, österreichisch-ungarischen, deutschen und englischen Geschützen aus dem Ersten Weltkrieg darunter: Minen- und Granatwerfer, Haubitzen und Kanonen. Es handelt sich dabei um eine der größten Sammlungen zu diesem Thema, die heute in Italien zu besichtigen sind. Zu den Exponaten zählen auch zahlreiche Artilleriegranaten und Munitionsteile. In unmittelbarer Nähe des Eingangs zu diesem Bereich steht ein österreichisch-ungarischer 30,5-cm-M.11-Mörser, der mitsamt seiner Bettung auf dem Rohrtransportwagen steht und der ebenfalls zu den Sammlungen des Museums gehört.

## Sonderausstellungen
Neben der Dauerausstellung werden regelmäßig wechselnde Sonderausstellungen zu verschiedensten Themen durchgeführt. Gezeigt wurden unter anderem:
- E noi che sappiamo? Riflessioni sul colonialismo italiano. (dt. Und was wissen wir? Betrachtungen über den italienischen Kolonialismus.) – 2025/
- Vietnam dimenticato. Legionari italiani in Indocina 1946/1954. (dt. Das vergessene Vietnam. Italienische Fremdenlegionäre in Indochina 1946/1954.) – 2024/
- 1943 La scelta – The choice (dt. 1943 Die Wahl) – 2023/
- La pelle del soldato (dt. Die Haut des Soldaten) – 2018/20
- Morire per Trento. Sterben für Trient – 2015/17
- Pasubio 1915–1918 – 2012/15
- Libia. Una guerra coloniale italiana (dt. Libyen. Ein italienischer Kolonialkrieg) – 2011/12
- Fiume. Una rivoluzione immaginata (dt. Fiume. Eine imaginäre Revolution) – 2010/11
- Parole come armi. La propaganda italiana nella Prima guerra mondiale e la disgregazione dell’Austria-Ungheria (dt. Wörter als Waffen. Die italienische Propaganda im Ersten Weltkrieg und die Auflösung Österreich-Ungarns) – 2009/10
- Bunker – Le fortificazioni del Vallo Alpino Alto Adige 1939–1989 (dt. Bunker – Die Befestigungen des Alpenwalls in Südtirol 1939–1989) 2008/09
- Galizia, Pasubio, Isonzo. Arte popolare e “orgoglio di reparto” nei distintivi austro-ungarici. 1914–1918 (dt. Galizien, Pasubio, Isonzo. Volkstümliche Kunst und Truppenzugehörigkeitsstolz auf den österreichisch-ungarischen Abzeichen. 1914–1918) – 2007/08
- La scelta della patria – Giovani volontari nella Grande Guerra (dt. Die Wahl der Heimat. Junge Kriegsfreiwillige im Ersten Weltkrieg) – 2006/07
- La donna del soldato – L’immagine della donna nella cartolina italiana (dt. Die Frau des Soldaten – Das Bild der Frau auf den italienischen Postkarten) – 2005/06
- La Patria estrema – 1915 1918 Soldati sul fronte delle Alpi (dt. Die extreme Heimat. 1915–1918 Soldaten an der Alpenfront) – 2004/05
- Invisibili al nemico – Il mimetismo nelle guerre del Novecento 1914–2000 (dt. Für den Feind unsichtbar – Die Tarnung in den Kriegen des zwanzigsten Jahrhundert 1914–2000) – 2004/05
- Radiofronte 1935–1945 – Le radiotrasmissioni militari sui fronti dell’Italia in guerra (dt. Radiofront 1935–1945 – Die militärischen Radioübertragungen an den italienischen Kriegsfronten) 2003/04
- Le donne la moda la guerra – Emancipazione femminile e moda nella Grande Guerra (dt. Die Frauen, die Mode, der Krieg – die Emanzipation der Frauen und die Mode im Ersten Weltkrieg) – 2003/04

## Abbildungen

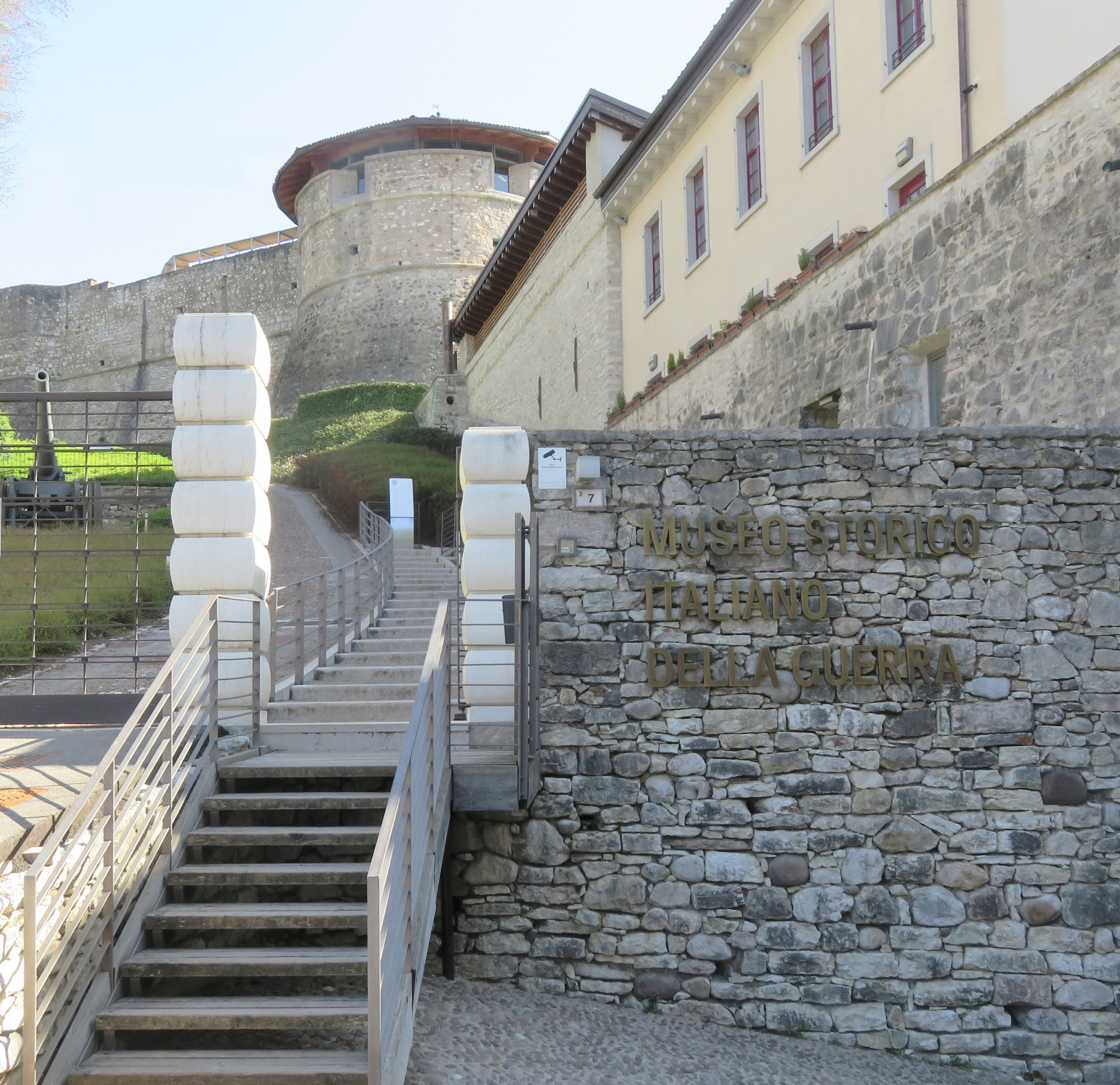
Der Eingang
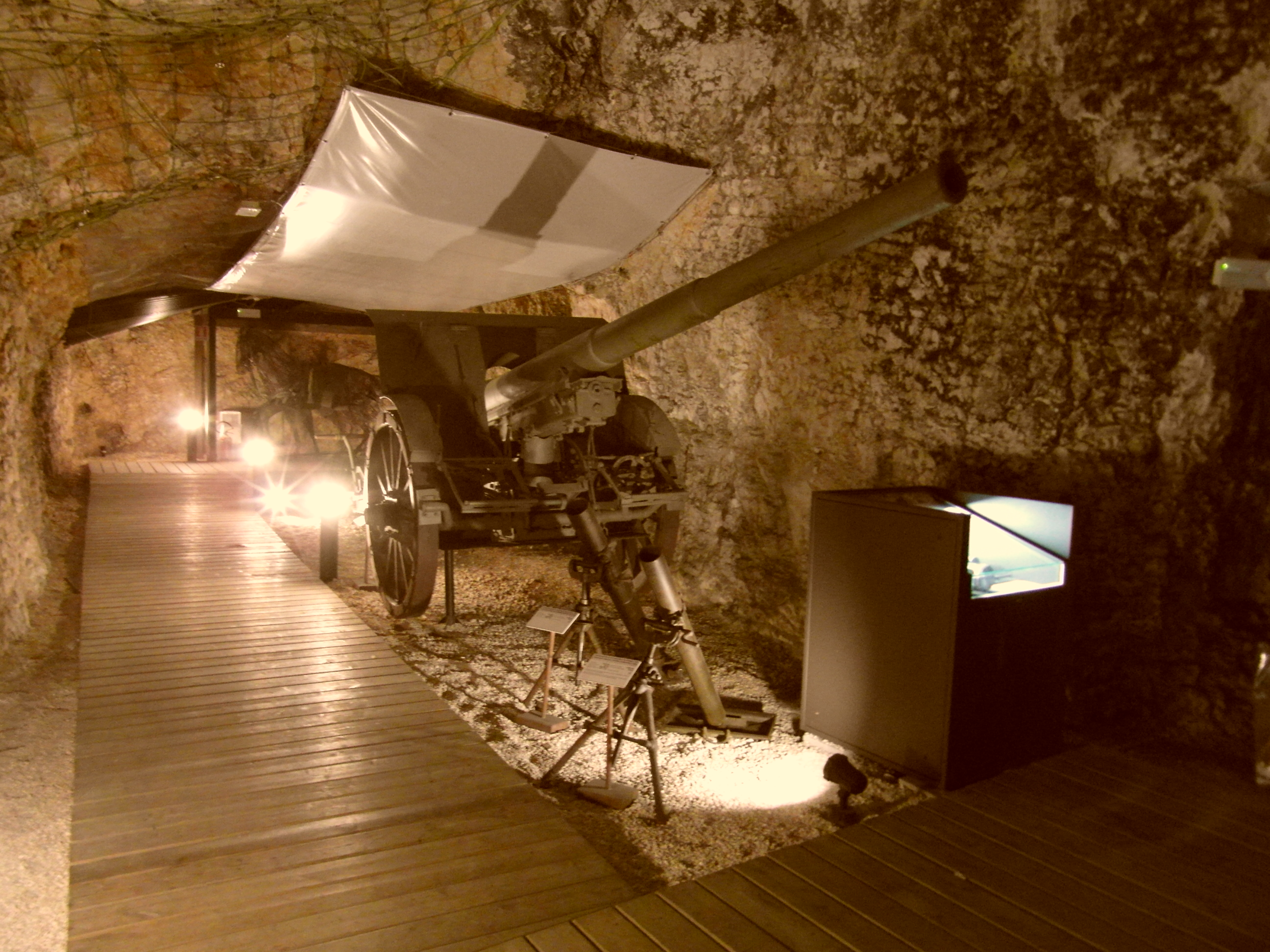
Artilleriesektion
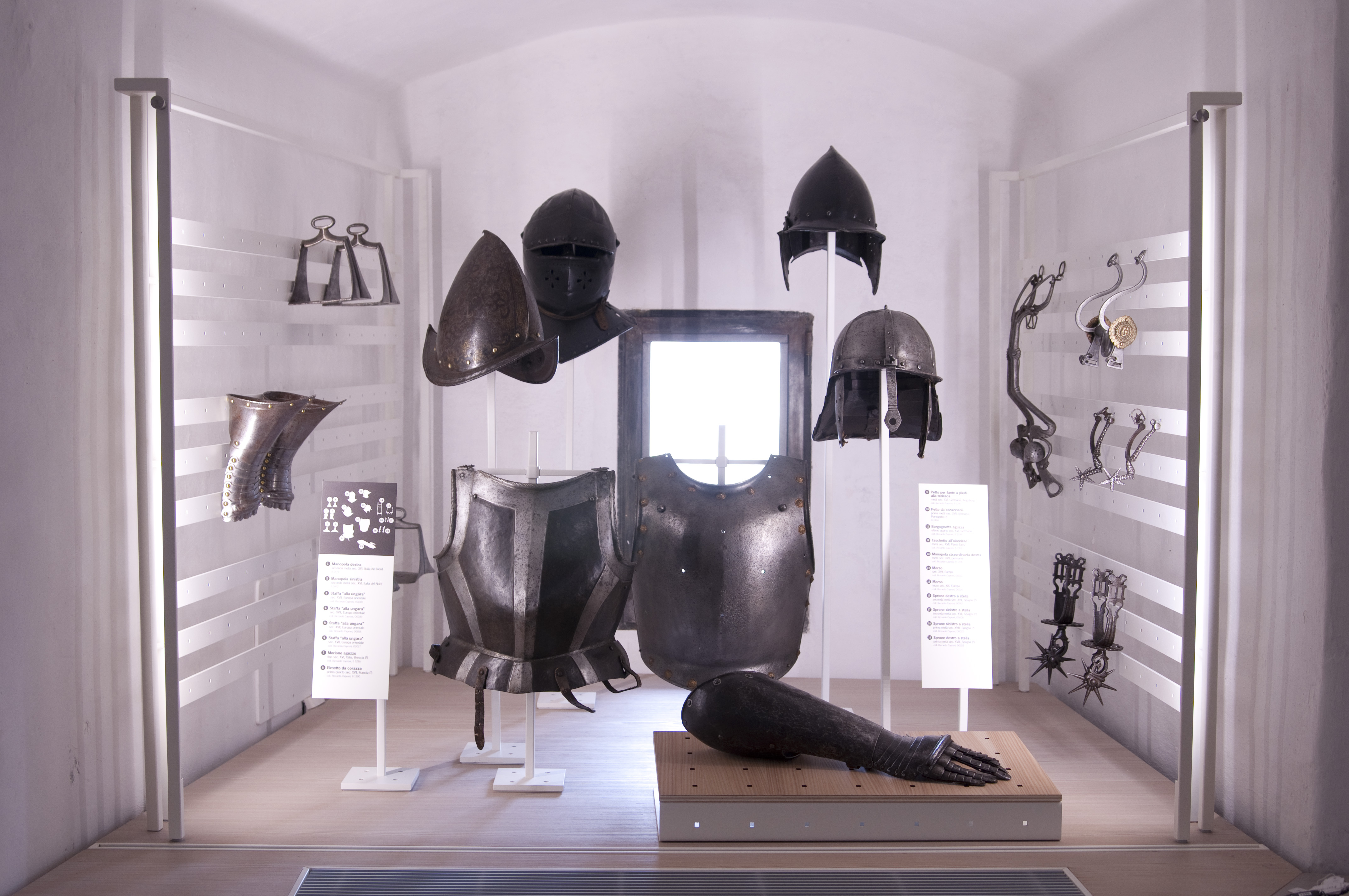
Rüstungen im Turm Marino
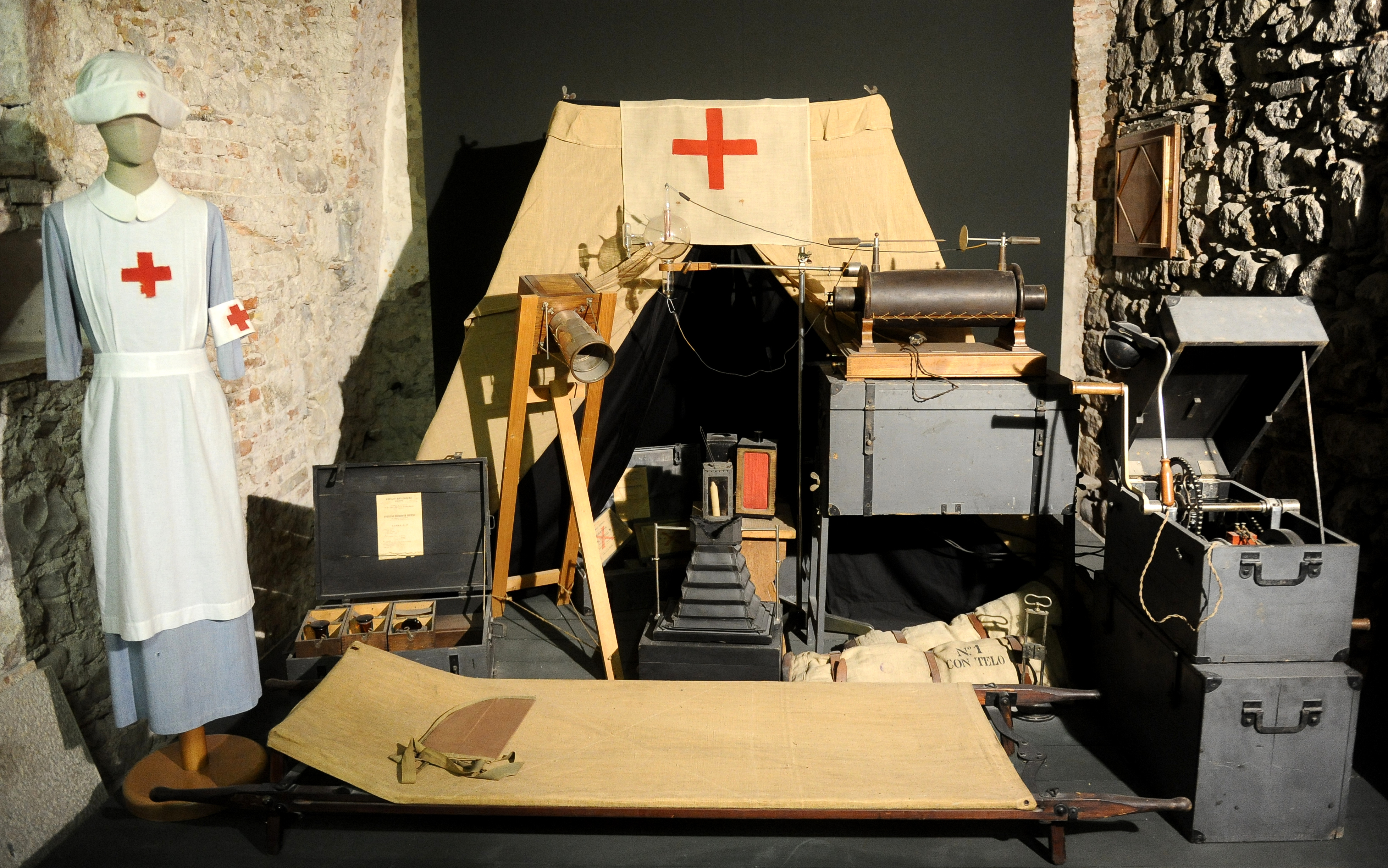
italienisches Feldröntgengerät
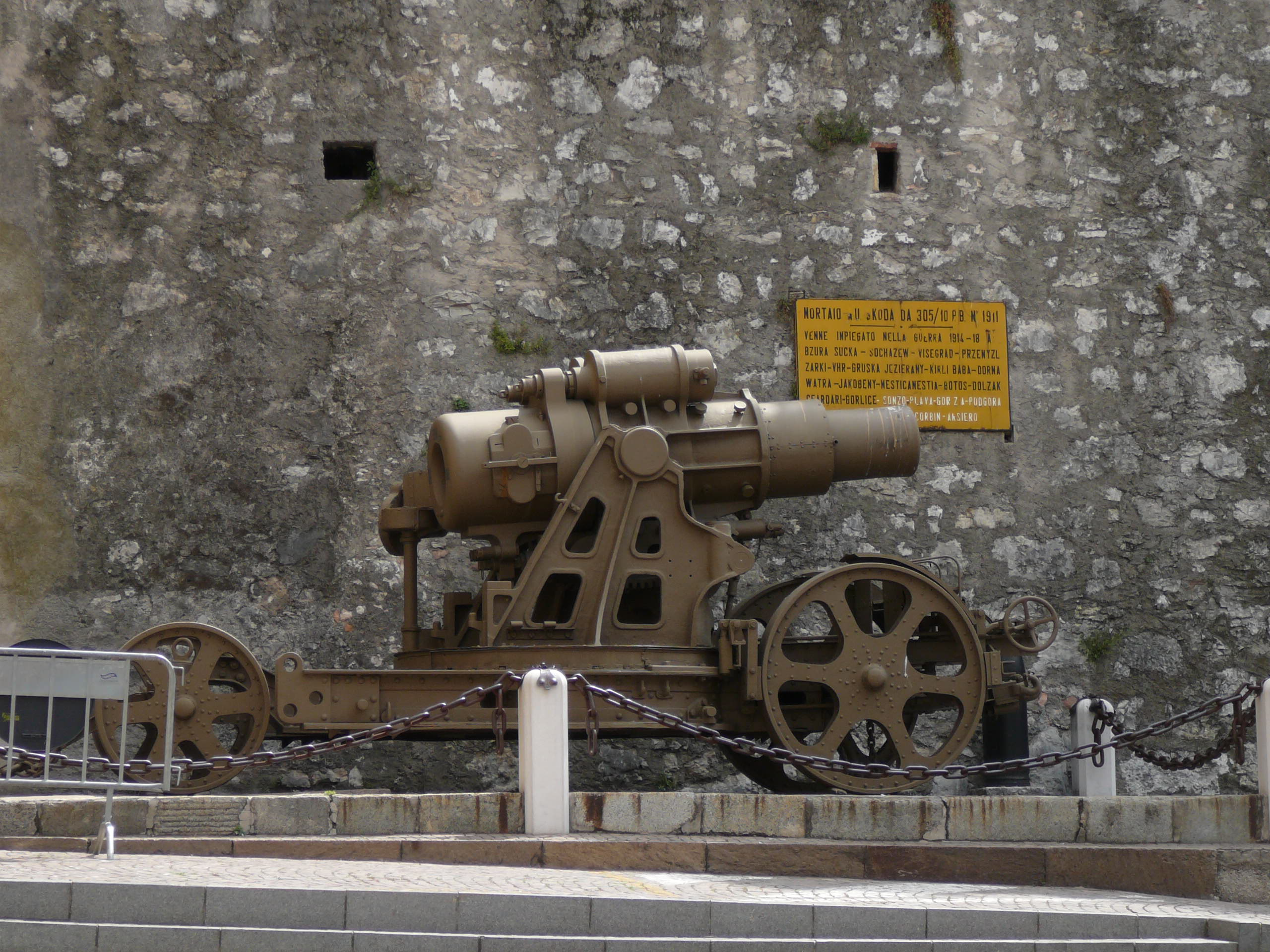
30,5-cm-M.11-Mörser vom Maschinenbauer Škoda
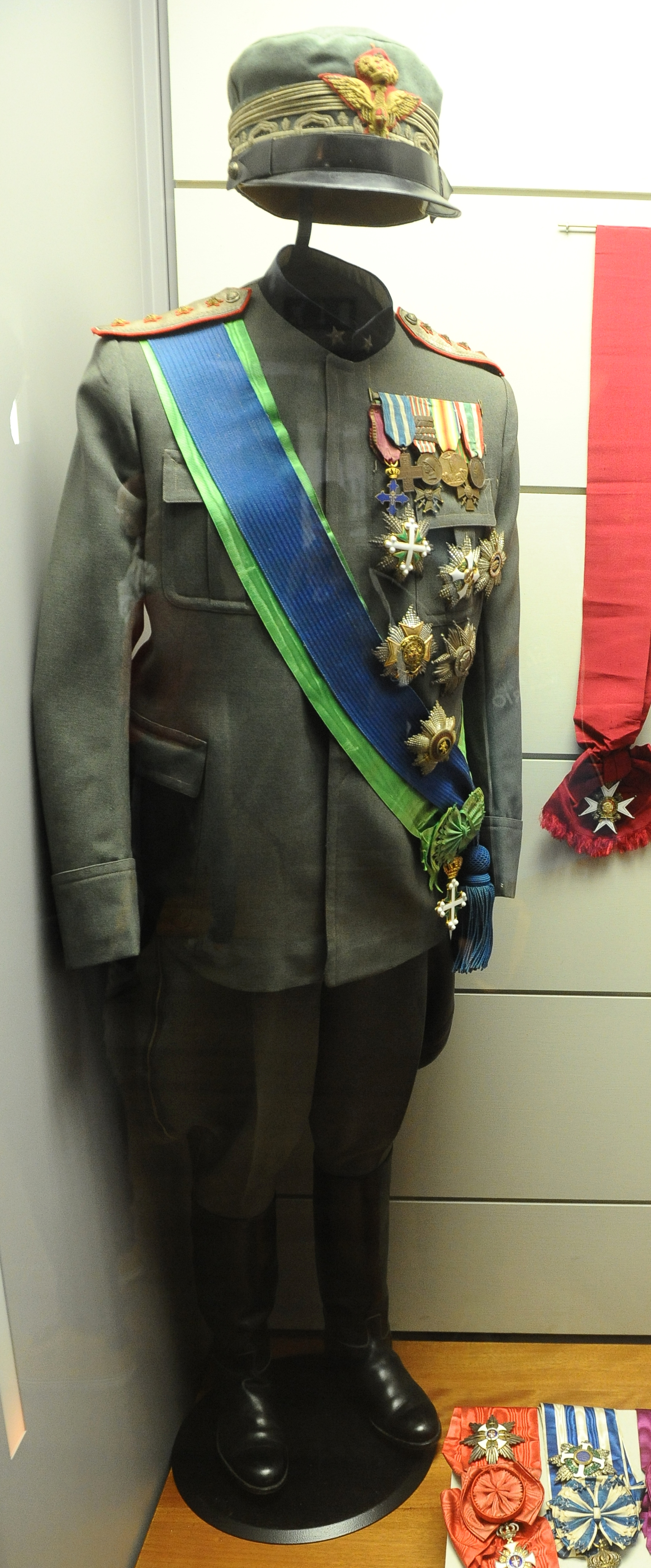
Uniform des italienischen Generalstabschef Luigi Cadorna
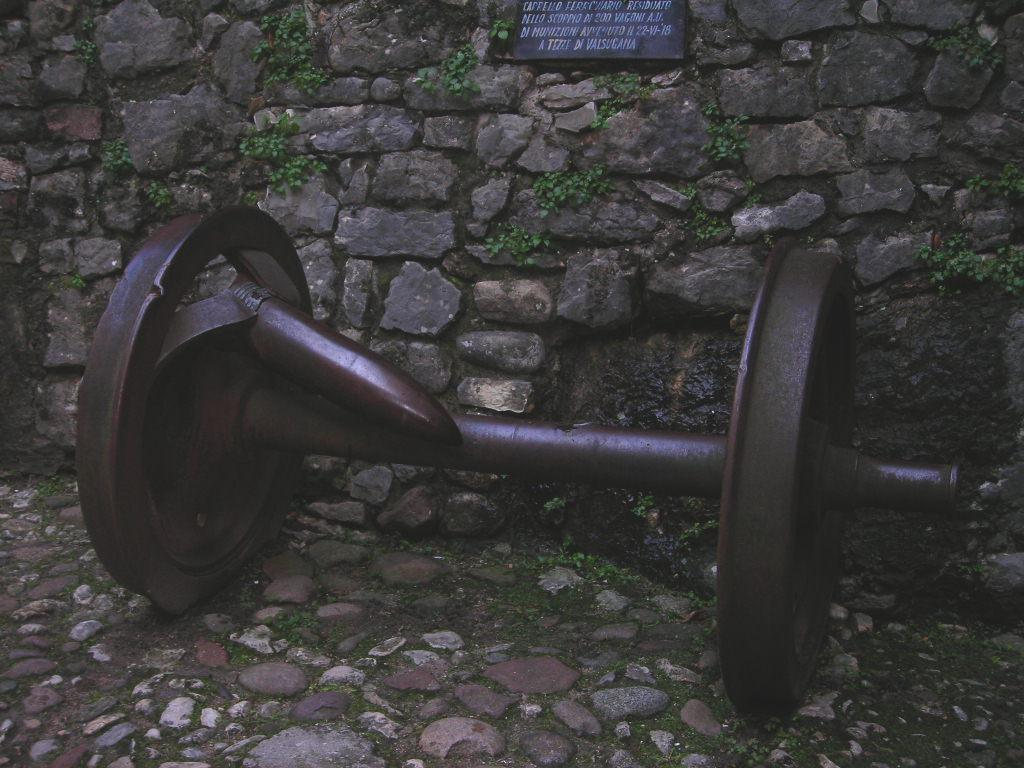
Achse eines Eisenbahnwaggons mit eingeschlagenen Blindgänger im Innenhof
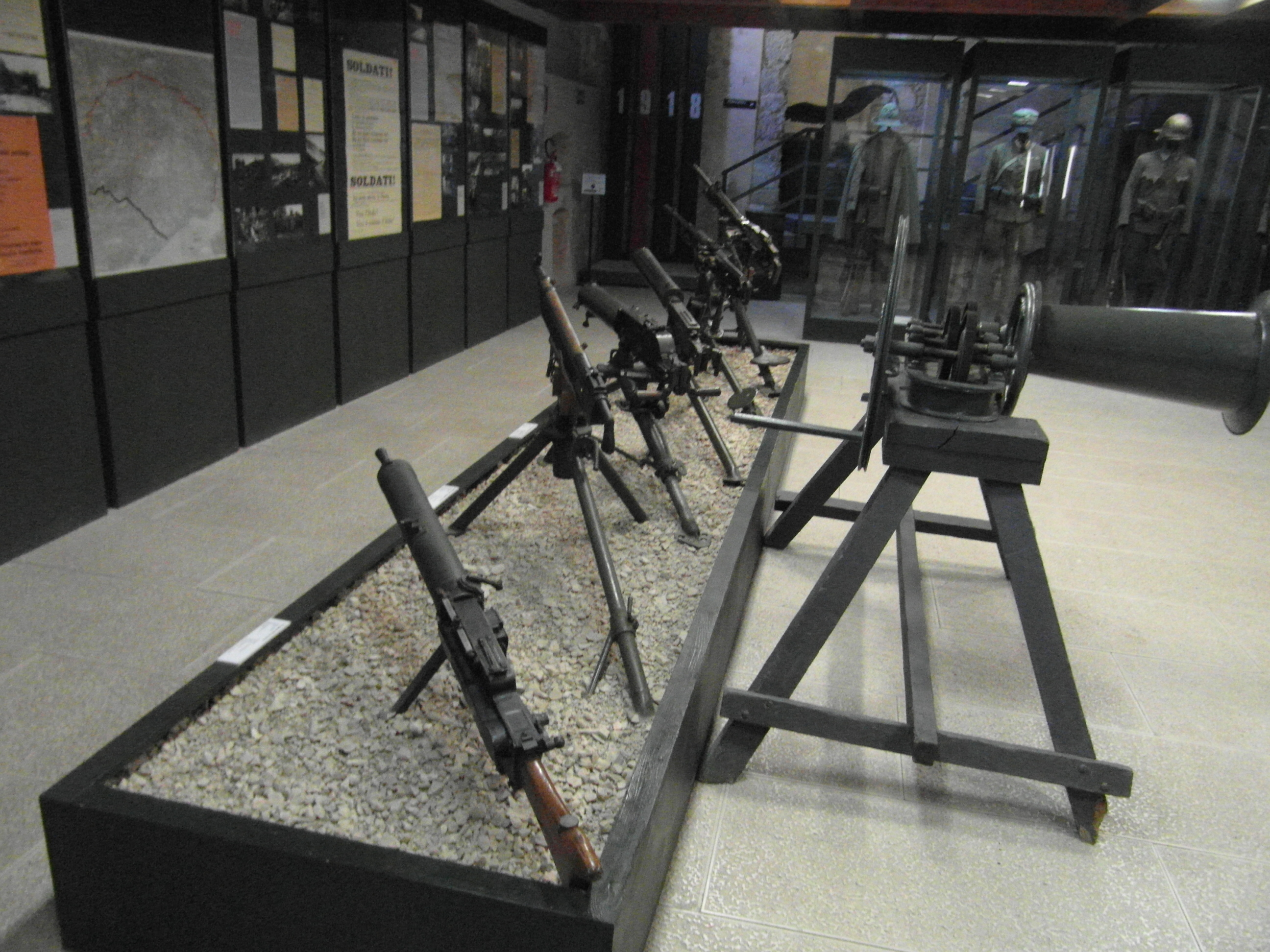
Diverse Maschinengewehre im Saal 1918
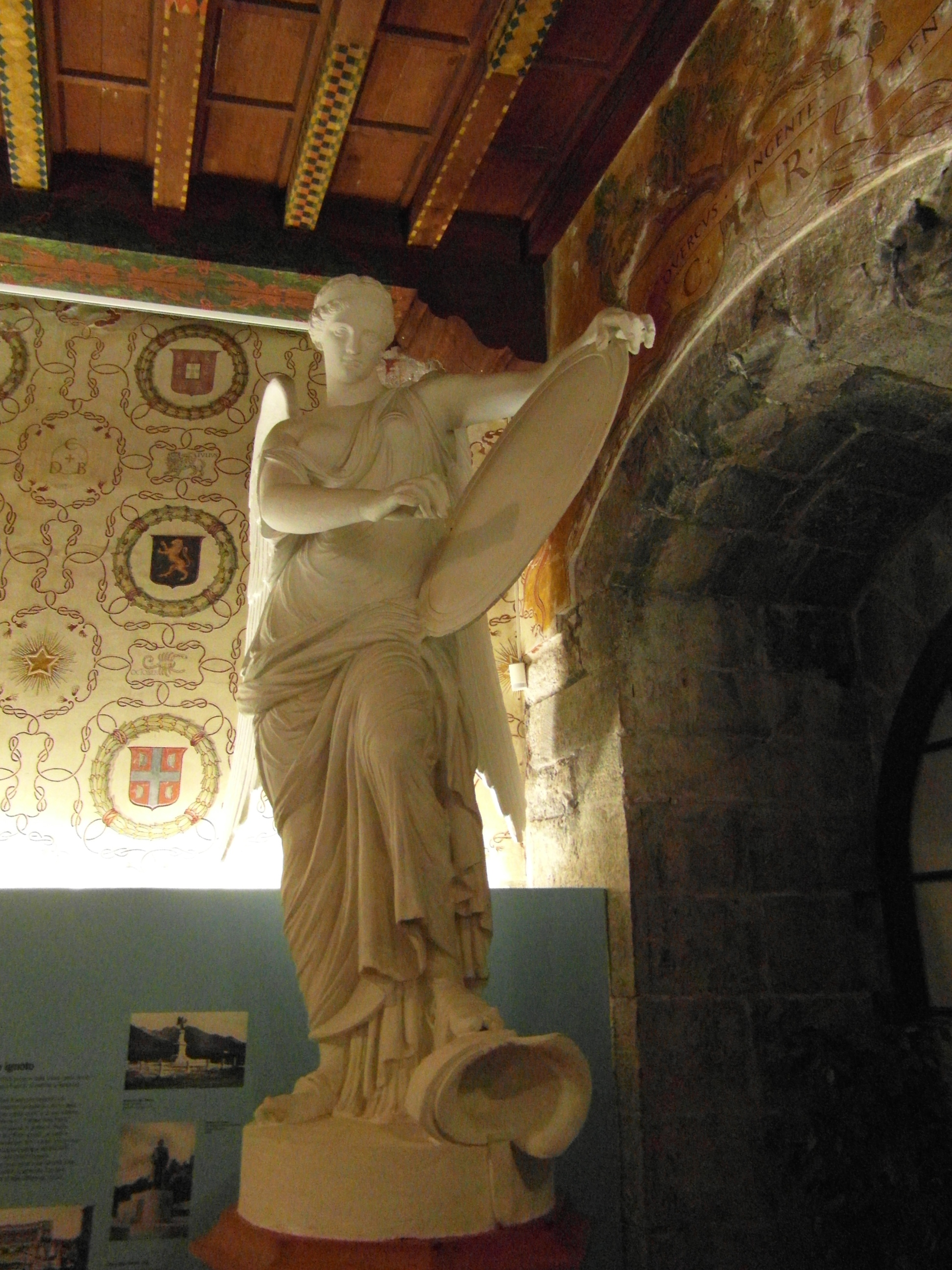
Glockensaal mit der geflügelten Siegesgöttin